# F40PH型柴油机车
F40PH型柴油机车是美国通用汽车易安迪公司（GM-EMD）于1970年代推出的一款干线客运柴油机车。
1970年，为了挽救岌岌可危的美国铁路客运业务，美国国家铁路客运公司（美铁）经国会批准成立，并于1971年5月1日起开始营运，接管了当时全美20家大型铁路公司的客运业务。1970年代初，为了汰换各种各样从不同铁路公司接手的柴油机车，美铁首先向易安迪公司订购了SDP40F型柴油机车，随后又向通用电气公司订购了P30CH型柴油机车，用于牵引长途城际旅客列车。而中短途城际旅客列车方面，美铁则引进了易安迪公司的F40PH型柴油机车。1975年5月8日，美铁向易安迪公司发出了首批30台F40PH型柴油机车的订单。1976年4月9日，首批F40PH型柴油机车正式投入服务，初期主要担当中短途旅客列车的牵引任务，例如新英格兰地区的东北走廊城际列车和南加州的圣迭戈人号列车。
然而，SDP40F型柴油机车投入运用后频繁发生脱轨事故，P30CH型柴油机车的可靠性问题亦持续困扰着美铁，而F40PH型柴油机车的运用表现则颇为理想。与此同时，随着采用机车供电及电气供暖的“美铁普运型铁路客车”投入运用，SDP40F型柴油机车所采用的蒸汽锅炉供暖已显得过时，装备列车供电设备的F40PH型柴油机车顺理成章成为牵引新型客车的最佳选择。最终，美铁决定放弃表现令人失望的SDP40F、P30CH型柴油机车，并寄望于扩大F40PH型柴油机车的使用范围，使其作为全国长途城际旅客列车的主要牵引动力。1977年至1987年间，美铁向易安迪公司陆续退回共132台SDP40F型柴油机车，并将其改造成相同功率等级的F40PHR型柴油机车。此后，芝加哥通勤铁路、波士顿通勤铁路、加州火车、新泽西公共交通、GO运输、维亚铁路等铁路运输业者也相继引进了F40PH型柴油机车，用于牵引各地的短途通勤列车。1975年至1992年，易安迪公司与旗下位于加拿大安大略省的通用汽车柴油机公司（GMD）生产了共475台F40PH型柴油机车（包括132台由SDP40F型柴油机车改造而成的F40PHR型柴油机车）。
F40PH型柴油机车是在GP40-2型柴油机车基础上发展而来的干线客运用的四轴柴油机车，采用单司机室、底架承载结构、双侧内走廊的棚式车体。车体上部自前向后由司机室、电气室、动力室、冷却室四部分组成。机车走行部标准配置为两台布贝格M型二轴转向架，采用导框式轴箱定位、摇动台式摇枕弹簧悬挂、两系弹簧悬挂装置（一系为轴箱螺旋圆弹簧，二系为摇枕钢板弹簧）、心盘牵引装置、双侧闸瓦制动装置。动力装置为一台3,000马力、16气缸、二冲程、水冷式、涡轮增压的16-645E3型柴油机。传动系统采用交—直流电传动，柴油机输出轴通过联轴器驱动一台AR10型交流发电机，发出的交流电通过大功率硅整流装置转换为直流电，然后供给四台D77型直流牵引电动机。牵引电动机采用轴悬式驱动方式，牵引齿轮传动比为2.85（57：20）。F40PH型柴油机车设有列车供电装置，给旅客列车内的空调、电暖、照明等用电负载提供电源，电力来源为一台与柴油机同轴的三相交流工频同步发电机，额定功率为500千瓦（首批30台机车）或800千瓦（其余所有机车），输出电压为480伏交流电，供电频率为60赫兹。当机车向列车供电时为了保障供电稳定，柴油机转速固定保持在每分钟893转，此时司机控制器级位变动不再改变柴油机转速，而是通过控制牵引发电机的励磁电流来调节运行速度。